# Cristóbal Clavio
Christophorus Clavius (Bamberg, 25 de marzo de 1538-Roma, 6 de febrero de 1612), conocido en español como Cristóbal Clavio, fue un jesuita, matemático y astrónomo alemán, conocido por modificar las propuestas de reforma del calendario gregoriano, después del fallecimiento de Luis Lilio. Clavio escribió defensas y explicaciones del calendario reformado, enfatizando y reconociendo las contribuciones de Lilio. En sus últimos días de vida fue el astrónomo más respetado en Europa y sus libros de texto fueron empleados en las universidades de todo el mundo durante varios siglos después de su época, considerados algunos de ellos como auténticas enciclopedias del saber. Clavio es considerado a veces como el «Euclides del siglo XVI».

## Biografía
Clavio nació en Bamberg, Alemania, el 25 de marzo de 1538. Se conoce poco sobre sus primeros años; por ejemplo la fecha exacta de su nacimiento no es muy segura y puede oscilar entre 1537 o 1538. Su verdadero nombre tampoco es muy conocido y el origen se debe a que los conocidos de la época le denominaban Christoph Clau o Klau y el sonido de la pronunciación alemana de la época debería sonar similar a "Clavius", por juego de palabras hubiera sido "Schlüssel" (palabra alemana para "llave", o lo que es lo mismo en latín "clavis"). De todas formas la palabra llave indica que es tomado por una persona inteligente capaz de abrir y desentrañar los problemas más ocultos.
Clavio entró en la orden de los Jesuitas en 1555. Fue alumno en la Universidad de Coímbra en Portugal y fue allí donde conoció al famoso matemático portugués Pedro Nunes (Petrus Nonius) como profesor. Tras esta estancia fue a Italia y estudió teología en el Colegio Romano Jesuita en Roma. Permaneció en el Colegio Romano y allí dio clases de matemáticas. Excepto en los periodos que estuvo en Nápoles, hacia 1596, y la visita que hizo a España en 1597 Clavio permaneció como profesor de Matemáticas en el Colegio Romano durante el resto de su vida.
En 1579 fue designado, junto con Pedro Chacón, por la Santa Sede para estudiar las bases de la reforma del calendario buscando una solución al constante desplazamiento de las fiestas religiosas cristinas a lo largo de los años. Contribuyó a una solución que finalmente se adoptó en 1582 en los países católicos por orden del Papa Gregorio XIII y que hoy en día se emplea en la mayoría del mundo y es conocido como Calendario Gregoriano.
Para corregir el desfase entre el calendario oficial y el calendario solar, Clavio propuso que el jueves 4 de octubre de 1582 (Calendario juliano) debería continuarse por el viernes 15 de octubre de 1582 (Calendario Gregoriano). Propuso además que los años bisiestos ocurrieran exactamente en los años cuyos dígitos fueran divisibles entre cuatro, con excepción de aquellos en los que su cifra acabara en 00 y que no fueran divisibles entre 400 (eliminando tres años bisiestos cada 400 años). Esta regla se aprobó y hoy en día se sigue aplicando, haciendo que el calendario sea estable durante miles de años.
La idea de Clavio no fue apoyada inicialmente, algunos matemáticos como Viète mostraron una gran oposición y disputa contra él y los matemáticos del Papa Gregorio, indicando en todo momento que este cambio de calendario no era sino una gran conspiración papal para robar 11 días al calendario, la disputa llegó a niveles personales llegando a veces al insulto personal, a Clavio le llamaron Viejo tonel alemán aludiendo a su corpulencia. Cuando apareció esta resistencia Clavio escribió su famosa epístola Novi calendarii romani apologia (Apología del nuevo calendario romano, 1595) en la que justificaba el uso de este nuevo calendario defendiéndose así de los ataques.
En el terreno de la astronomía defendió que la Tierra era el centro del universo, siendo un acérrimo partidario de la teoría geocéntrica, y oponiéndose en todo momento a las nuevas corrientes que defendían las teorías heliocéntricas, muy defendidas por su contemporáneo Galileo Galilei.
Cuando Galileo comenzó con sus observaciones astronómicas mediante su telescopio Clavio ya era bastante mayor, pero aún seguía estando activo. Y no vio con malos ojos lo que mencionaba Galileo de sus observaciones, aunque no estaba muy de acuerdo con las interpretaciones que hacía. Por ejemplo, no estaba nada de acuerdo con la interpretación de que las manchas que Galileo veía en la Luna fueran de verdad montañas y valles. Lo paradójico es que, aunque no creía en ellos, uno de los mayores cráteres de la Luna lleva hoy su nombre (concretamente el cráter Clavius, de 233 km de diámetro).
Dejó una buena cantidad de libros (fueron publicados en ediciones muy amplias y hoy pueden adquirirse algunas de sus obras en original) y también dejó discípulos como Matteo Ricci que fue el que hizo una traducción de sus obras al lenguaje chino, dando una oportunidad a China de disfrutar de los textos de Euclides. La influencia de Clavio se extiende también a su extensa correspondencia epistolar, hoy guardada en el  Archivo Histórico (APUG) de la Universidad Gregoriana en Roma. Se puede hablar de más de 291 extensas cartas (algunas de ellas pueden considerarse auténticos tratados).
Cuando Clavio tenía 73 años, su salud le obligó a abandonar sus trabajos pasando el testigo a sus colegas más jóvenes. Murió poco después el 6 de febrero de 1612.

## Obras astronómicas y gnomónicas

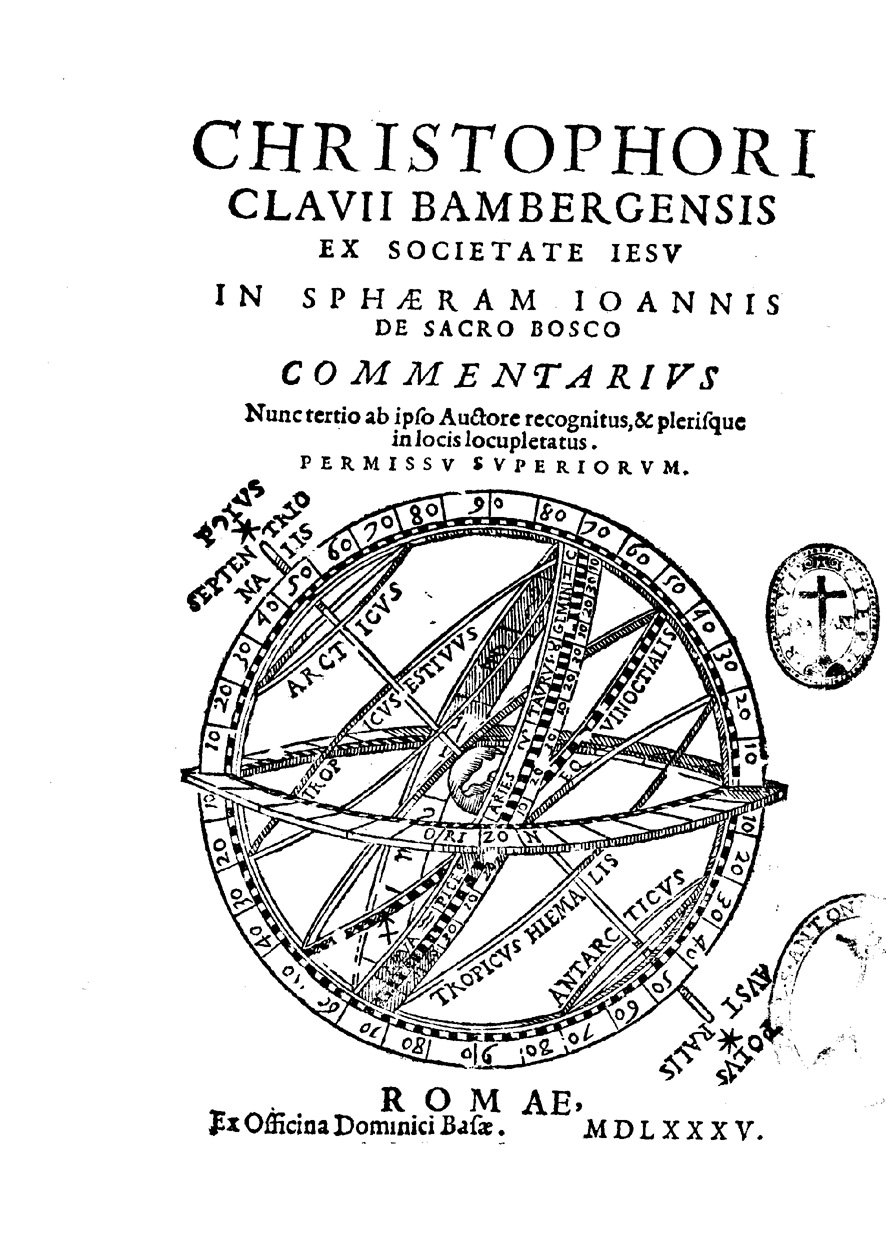
In Sphaeram Ioannis de Sacro Bosco commentarius, 1585

- Novi calendarii romani apologia (Roma 1595)
- De spheris (Roma 1570): se trata de un comentario a la obra de astronomía de Sacrobosco, se publicó inicialmente en 1570. Se trata de uno de los libros más influyentes de Clavio en el área de la astronomía. De este libro se hicieron reediciones en 1581, 1585, 1593, 1607, y 1611. El libro contiene gran cantidad a de referencias a su estudio previo sobre los elementos de Euclides. Este libro fue muy importante en las universidades de la época de toda Europa y fue reimpreso posteriormente tras la muerte de Clavio en 1612. Se puede considerar desde el punto de vista astronómico que es una presentación de una visión de la cosmología Ptolemaica.
- Euclidis elementorum (Roma 1589)
- Geometria practica (Roma 1604)
- Opera mathematica (Roma 1611)
- Gnomonices Libri VIII (Roma 1602): se puede considerar una obra enciclopédica (más de 800 páginas con abundantes ilustraciones) sobre gnomónica en la que por primera vez se describe, y se demuestra geométricamente cada una de las posibilidades de construir un reloj de sol. Menciona los principios para la medida del tiempo. Para algunos estudiosos este libro es una de las explicaciones más extensas de la gnomónica y para otros se trata de un amplio y complejo entramado de demostraciones difíciles de leer (Montucla dice en su famoso libro de la historia de la matemática que es preferible inventar la gnomónica que seguir las demostraciones de Clavio). El caso es que trata todos los problemas planteados hasta la época y relata la forma de resolverlos mediante geometría.